# Deborah Ostrega

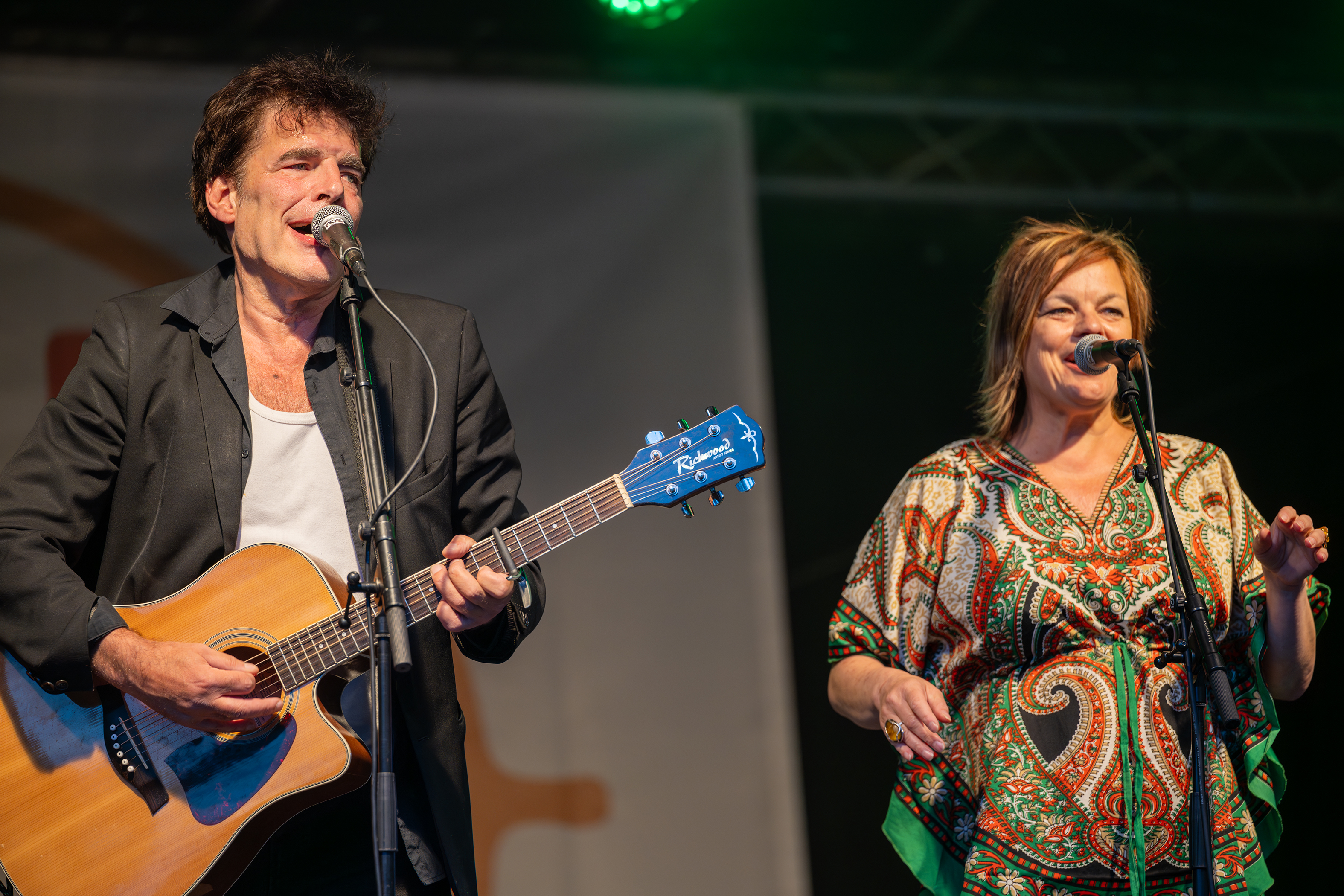
Samen met Ernst Löw in 2024

Deborah Ostrega (19 maart 1973) is een Belgische presentatrice, actrice en zangeres. Ze is opgegroeid in het Limburgse Beringen (Beringen-Mijn).

## Presentatrice
Ostrega werd voor het eerst opgemerkt toen ze in 1995 meedeed aan de verkiezing voor Miss België. Ze won niet, maar ze werd wel assistente in Urbanus' toenmalige programma RIR.
Van het één kwam het ander en later in het jaar werd ze het meisje dat de bordjes omdraaide bij Rad van Fortuin op de commerciële zender VTM. Later mocht ze op KanaalTwee samen met Gunter Levi de Super 50 presenteren. Dit was een hitlijstprogramma. Het programma stopte in 2000.
In 2002 was Ostrega opnieuw op televisie te zien, in het programma Mediamadammen op VT4. Ze presenteerde het programma samen met Tanja Dexters en Phaedra Hoste. In de show gingen de Mediamadammen op zoek naar nieuwtjes over bekende Vlamingen.
Nadat Ostrega op tour ging met haar groep Lords of Acid, werd zij in Mediamadammen, een programma van VT4, vervangen door Ann Van Elsen. In 2003 kwam Ostrega terug van haar tournee en telde het programma vier Mediamadammen. Later dat jaar werd het programma afgevoerd omdat het productiehuis van Mediamadammen, De Televisiefabriek, toen overgenomen werd door Eyeworks, dat een exclusiviteitscontract met VTM had.
Begin 2007 was Ostrega te zien in het Canvas-programma De Rechters.
In 2008 presenteerde Ostrega voor Vitaya het programma De Biersommelier. Hierin proefde ze elke week een Belgisch bier en zocht ze er een passend gerecht bij.

## Zangeres
Haar eerste ervaring als zangeres had Ostrega met haar groep Suburban Prejudice. Ze nam hiermee deel aan Humo's Rock Rally in 1996 en mocht in het voorprogramma spelen van Hooverphonic.
Ostrega was leadzangeres van de Belgische band Lords of Acid. Ze nam deze taak eind jaren 90 over van haar zus toen die zwanger werd. Kenmerkend voor Lords of Acid zijn opwindende podiumacts en dubbelzinnige teksten. Met de Lords nam Ostrega de platen Farstucker en  Private Parts op.
Ostrega zette haar reputatie als stoeipoes door. De videoclips die bij de nummers uit de albums horen, werden enkel gecensureerd uitgezonden. Vooral de clip bij het nummer Gimme Gimme is expliciet.
In de lente van 2006 was Ostrega, samen met Noémi Schlosser en Jenne Decleir, in de theaters te zien met Walk on by - The best songs of Burt Bacharach. Zoals de titel aangeeft, brachten Deborah, Noémi en Jenne liedjes van componist Burt Bacharach.
Eind 2007 begon ze aan een nieuw rockproject onder de naam Wunderkind. Eind 2008 nam Ostrega deel aan het derde seizoen van Steracteur Sterartiest.

## Actrice
In 2003 maakte Ostrega haar acteerdebuut in de bekroonde film De Zaak Alzheimer. Hierin speelde ze de prostituee Anja. Ze nam onder meer een bedscène op met Jan Decleir.
In 2006 was ze te zien in een aflevering van de Vlaamse politieserie Witse. Ook in 2006 stond Ostrega op de planken met het stuk Soap. Hierin speelt ze een tv-presentatrice, een soort vrouwelijke Jerry Springer. Het stuk werd gespeeld als een ware soap. Er zijn vijf afleveringen en elke aflevering wordt drie keer gespeeld.
Begin 2008 was Ostrega te zien in de internetsoap 2000 Antwerpen. In oktober 2008 speelde Ostrega de rol van Joëlle Milquet in het stuk Mijn Leven met Yves Leterme. In het stuk, geschreven door Vitalski wordt de naam van Milquet veranderd naar Milfquet.
Ostrega was naakt te zien in de videoclip van DAANs Swedish Designer Drugs.

## Trivia
- Ostrega's ouders zijn beiden van Poolse origine.
- Ostrega was lid van Mascara, het latere K3. Maar direct nadat ze het contract had getekend, trok ze zich terug. Naar eigen zeggen zag Ostrega het toch niet zitten om in het Nederlands te zingen. Damen, Verbeke en Ostrega hadden nog geen materiaal met zijn drieën opgenomen.
- Ostrega spreekt Italiaans. Ze heeft een jaar in Rome gewoond.
- Eind 2008 werd bekend dat het weekblad Story de gestolen gsm van Ostrega, waarop pikante filmpjes van haar en haar vriend stonden, kreeg aangeboden van de dief.[3] Het tijdschrift gaf de gsm terug aan Ostrega zonder de filmpjes te publiceren.
- In 2012 stond Ostrega op de sp.a-lijst voor de gemeenteraadsverkiezingen in Hamont-Achel, maar werd met 68 stemmen niet verkozen.

## Externe koppelingen
- (en)   Deborah Ostrega in de Internet Movie Database
- www.lowstrega.com, Ernst Löw & Deborah Ostrega